# Водопад Прутен
 Водопад Прутен је водопад који се налази у насељу Бабе у београдској општини Сопот.

## Опште информације
Налази се у подножју планине Космај на истоименој реци и сакривен је и мало познат широј јавности. Смештен је у Соооту у насељу Бабе, Град Београд.
Удаљен је 50 километара од Београда на око 270 м надморске висине.
Представља остатак рудничког комплекса из доба Римљана, рудници Космаја су имали велики значај у Римском царству. Прутен се користио као место за испијање и хлађење свеже ископаних руда у 2. веку.
Водопад често мења боју воде из тиркизно плаве и у  жуто-зелену, а окружен је шумом. Богат је водом у пролеће, његова конструкција је углавном од камена ширине око 20 м, а висине 2-3 м.